# Polifemo
Polifemo (in greco antico: Πολύφημος?, Polýphēmos) è un ciclope della mitologia greca citato da vari autori antichi: Omero, Teocrito, Euripide, Ovidio e Virgilio.

## Etimologia della parola
La parola "Polifemo" deriva dal greco antico Πολύφημος (Polýphēmos), un nome composto da due elementi:
- πολύς (polýs) = molto, molti
- φήμη (phḗmē) = fama, voce, notizia oppure parola

Quindi, il significato letterale del nome Polifemo può essere interpretato come "molto famoso", "che ha molta fama", oppure "che parla molto" o ancora "dalla grande voce", a seconda del contesto.

## Nell'Odissea

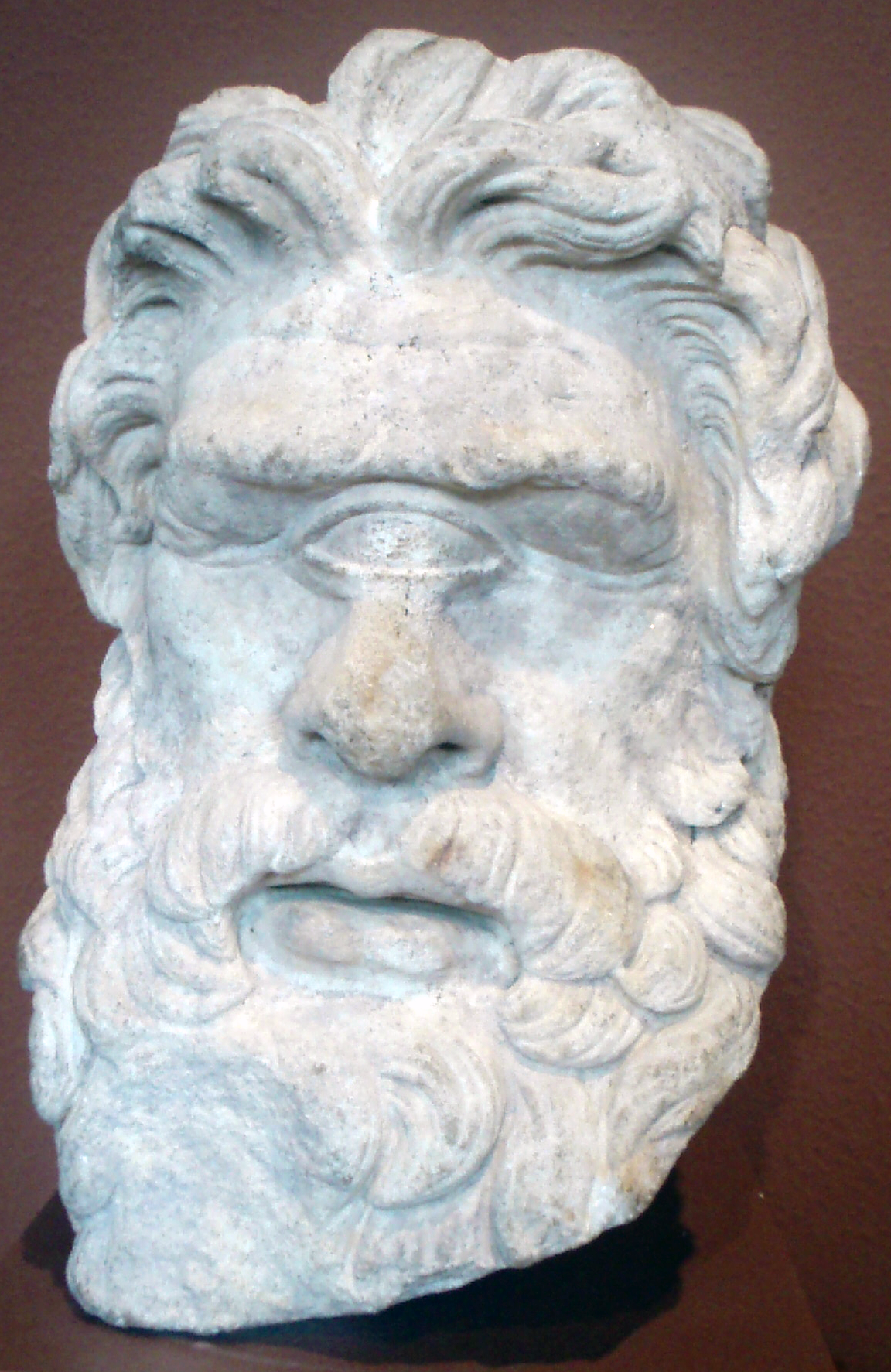
Testa di Polifemo.

Polifemo è figlio del dio del mare Poseidone e di Toosa, una bellissima ninfa. Ma non assomiglia alla madre. È altissimo, ha il corpo massiccio coperto di peli rossi, i capelli aggrovigliati e un occhio in mezzo alla fronte. Appartiene alla famiglia dei Ciclopi, giganti con un occhio solo. Polifemo si nutre con il formaggio che ricava dal latte delle sue pecore. Quando però capitano dalle sue parti degli stranieri, li divora senza pietà.
οἶος ποιμαίνεσκεν ἀπόπροθεν: οὐδὲ μετ' ἄλλους

πωλεῖτ', ἀλλ' ἀπάνευθεν ἐὼν ἀθεμίστια ᾔδη.

καὶ γὰρ θαῦμ' ἐτέτυκτο πελώριον, οὐδὲ ἐῴκει

ἀνδρί γε σιτοφάγῳ, ἀλλὰ ῥίῳ ὑλήεντι

Che greggi pasceva, solo, in disparte,

E non si mischiava,

Ma solo viveva, aveva animo ingiusto.

Era un mostro gigante; e non somigliava

A un uomo mangiator di pane, ma a picco selvoso

D'eccelsi monti, che appare isolato dagli altri.»
(Omero, Odissea, libro IX, 187-192. Traduzione di R. Calzecchi Onesti)
Omero narra che Ulisse, durante il suo lungo viaggio di ritorno dalla guerra di Troia, sbarcò nella Terra dei Ciclopi. Spinto dalla curiosità, Ulisse raggiunse e visitò la grotta. Curioso di conoscere il padrone di casa di tale rifugio, Ulisse decise di restare in attesa. Al sentire la terra tremare sotto i passi del gigante, l'eroe e i suoi compagni si nascosero, venendo però presto scoperti. Ulisse si fece pertanto avanti, chiedendo ospitalità al ciclope. Polifemo era tuttavia il più grande, il più forte e il più feroce della sua specie e in quanto figlio di Poseidone si vantava di essere più forte persino di Zeus (dimostrando di peccare di hybris). In segno di disprezzo verso la Xenìa, afferrò e divorò sei compagni (due seduta stante e altri quattro nel corso della giornata successiva) del re di Itaca, tra i quali Antifo, e imprigionò i Greci nella grotta, intenzionato a mangiarli uno per uno. Dopodiché si addormentò.
Prima di procedere a divorare i primi due compagni del figlio di Laerte, Polifemo chiese ad Ulisse se avesse altri compagni ad aspettarlo sulle navi nella baia. Ulisse fece la saggia scelta di mentire al Ciclope, affermando che le loro navi fossero state distrutte e loro fossero gli unici sopravvissuti. Così facendo, assicurò l'incolumità dei suoi compagni che lo aspettavano ignari, evitando che finissero preda di Polifemo e degli altri ciclopi. Ulisse, inoltre, bloccò il suo impulso di uccidere il gigante mentre dormiva in quanto, anche se fossero riusciti ad ucciderlo con le spade, una volta morto Polifemo nessuno avrebbe più spostato il masso e sarebbero morti tutti di fame e di stenti nella grotta.
Intrappolato con i suoi compagni nella caverna del Ciclope, il cui ingresso era bloccato da un masso enorme, Ulisse escogitò un piano per sfuggire alla prigionia di Polifemo. Come prima mossa al ritorno di Polifemo dal pascolo del gregge, egli offrì del vino dolcissimo e molto forte al Ciclope, per farlo cadere in un sonno profondo (il vino era stato precedentemente preso dall'isola di Ismaro, dopo che Ulisse e i suoi l'avevano saccheggiata). Polifemo gradì così tanto il vino che promise a Ulisse un dono, chiedendogli però il suo nome. Ulisse, astutamente, gli rispose allora di chiamarsi "Nessuno". "E io mangerò per ultimo Nessuno", fu il dono del ciclope.
Dopodiché Polifemo si addormentò profondamente, stordito dal vino. Qui Ulisse mise in atto la seconda parte del suo piano. Egli infatti, insieme ai suoi compagni, aveva preparato un bastone di notevoli dimensioni ricavato da un ulivo che una volta arroventato fu piantato nell'occhio del Ciclope dormiente dai Greci. Polifemo urlò così forte da destare dal sonno i ciclopi suoi fratelli. Essi corsero allora alla porta della sua grotta mentre Ulisse e i suoi compagni si nascondevano vicino al gregge del ciclope Polifemo. I ciclopi chiesero a Polifemo perché avesse urlato così forte e perché stesse invocando aiuto, ed egli rispose loro che "Nessuno" stava cercando di ucciderlo. I ciclopi, pensandolo ubriaco o in preda al dolore di Zeus, lo lasciarono allora nel suo dolore e gli raccomandarono di pregare aiuto a suo padre. La mattina dopo, mentre Polifemo faceva uscire il suo gregge per liberarlo, giacché lui non sarebbe stato più in grado di guidarlo, Ulisse e i suoi soldati scapparono grazie a un altro abile stratagemma, che faceva parte della terza parte del suo piano. Ognuno di loro si aggrappò infatti al vello del ventre di un montone per sfuggire al tocco di Polifemo, poiché il Ciclope si era posto davanti alla porta della caverna, tastando ogni pecora in uscita per impedire ai Greci di fuggire. Ulisse, ultimo ad uscire dalla grotta, la fece aggrappato all'ariete più grande, il preferito del Ciclope.
Accortosi della fuga dei Greci, Polifemo si spinse su un promontorio, dove, alla cieca, iniziò a gettare rocce contro il mare, nel tentativo di affondare la nave. Qui Ulisse commise un errore. All'ennesimo tiro a vuoto del Gigante, Ulisse, ridendo, ebbe a gridare: «Se qualcuno ti chiederà chi ti ha accecato, rispondi che non fu Outis ("Nessuno"), ma Ulisse d'Itaca!», rivelando così il suo vero nome. Polifemo, venuto allora a conoscenza dell'identità del Greco, ebbe a maledirlo, invocando il padre suo Poseidone e pregandolo di non farlo mai ritornare in patria oppure, se scritto nel destino che debba tornare, di far durare il suo viaggio per anni, che perda tutti i compagni e che in patria trovi solo sciagure (che è esattamente quanto capiterà al figlio di Laerte).

## Nelle opere antiche successive

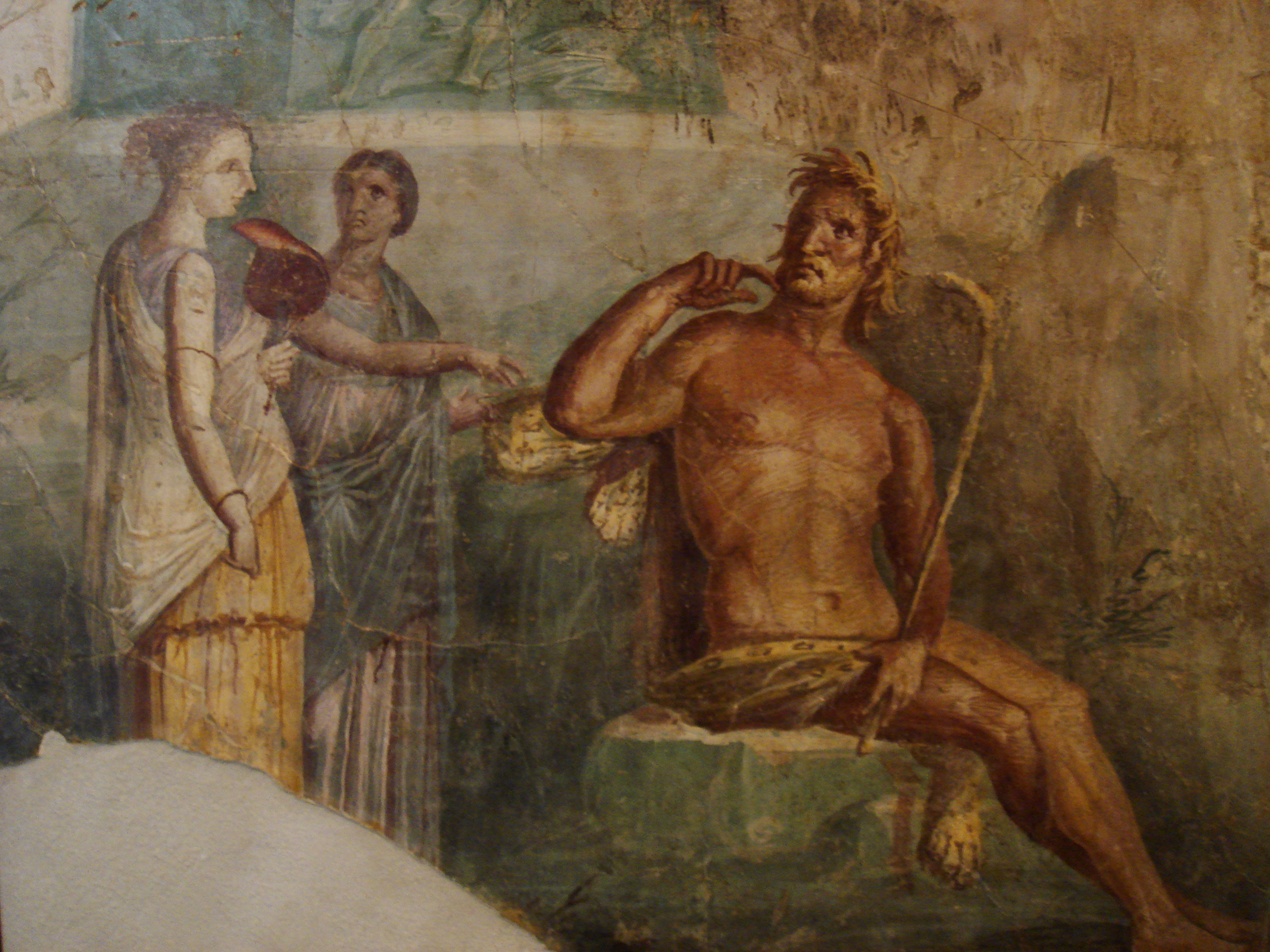
Galatea si presenta a Polifemo. Pittura parietale, I secolo, da Pompei, Napoli, Museo Archeologico Nazionale.

Polifemo è il protagonista dell'unico dramma satiresco a noi pervenuto, Il ciclope, di Euripide, dove viene caratterizzato in modo conforme al poema omerico, esagerando nei caratteri grotteschi e comici che già erano presenti nella Odissea.
Nel III secolo a.C. Teocrito, nell'idillio XI, descrive Polifemo in un modo più amichevole e simpatico, dipingendolo con un carattere gentile, come innamorato non corrisposto di Galatea, per la quale intona un canto pastorale. Da Teocrito e dalla storia di Polifemo e Galatea riprendono lo spunto Metamorfosi di Ovidio, raccontando di Aci, un pastore siciliano innamorato della bella Nereide, ricambiati. Il ciclope Polifemo, che ama anch'egli la ninfa, venuto a sapere della storia, uccide con un grande masso Aci, dal cui sangue nascerà l'omonimo fiume siciliano.
Il ciclope fa, poi, una brevissima apparizione nel terzo libro dell'Eneide. Enea e i suoi compagni sbarcano nell'isola dei ciclopi, dove sulla riva incontrano Achemenide, un compagno di Ulisse che non era riuscito a fuggire con lui; i Troiani fanno salire quindi Achemenide a bordo della loro flotta, proprio mentre Polifemo avverte la loro presenza.
Che avea come una grotta oscura in fronte

In vece d'occhio, e per bastone un pino,

Onde i passi fermava.»
(Eneide, III, 1039-1042)

## Localizzazione del paese dei Ciclopi
Sin dall'antichità, i Greci situavano il paese dei Ciclopi in Sicilia, ai piedi dell'Etna, così come del resto attesta lo stesso Tucidide: «La più antica popolazione che la tradizione riconosce come aver vissuto una parte della Sicilia sono i Ciclopi». In effetti lo storico non fece altro che riprendere le conoscenze diffuse dai navigatori greci sin dai tempi delle prime spedizioni coloniali nell'VIII secolo a.C., conoscenze che riflettono la loro rappresentazione dei mari e delle terre occidentali.
Di fronte alla "terra dei Ciclopi" Ulisse ed i suoi uomini sbarcano su un'isola disabitata ma peraltro ricca di risorse: terre fertili, pascoli per il bestiame, colline per i vigneti, sorgenti di acqua limpida, porto naturale dal facile ancoraggio, senza ormeggio difficoltoso né manovre lunghe e delicate. Tutto questo sviluppo del poema dell'Odissea sembra progettato per suggerire come l'isola offra ogni possibile vantaggio per mercanti in cerca di approdi e punti vendita. Ellenisti e studiosi hanno dunque cercato di individuare quale fosse effettivamente il paese dei Ciclopi.

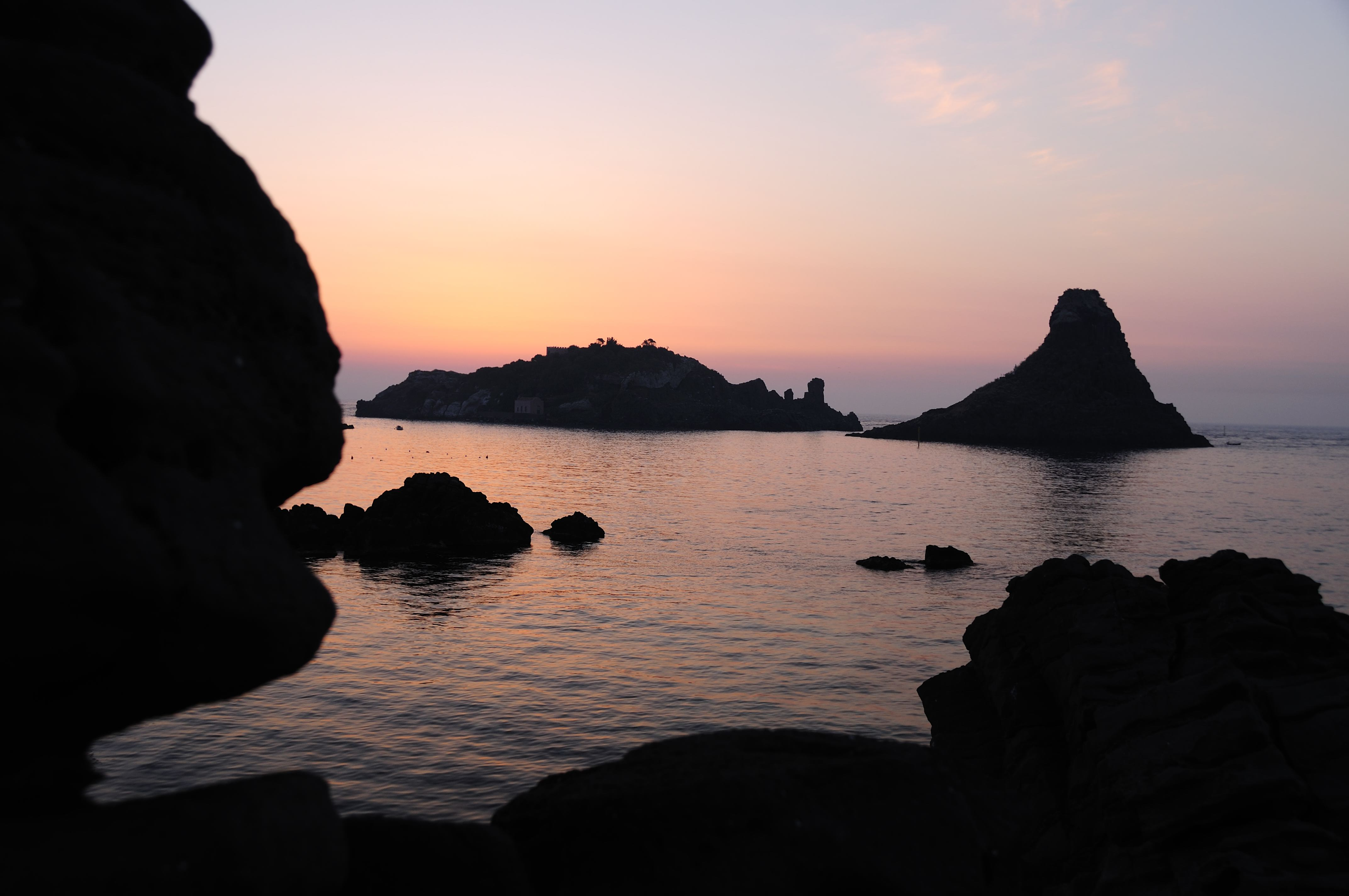
Isole Ciclopi, ad Aci Trezza.

I nomi che appaiono su tutte le carte marine ed i dati di navigazione situano il paese dei Ciclopi alle pendici dell'Etna, di fronte ai Faraglioni dei Ciclopi presso Aci Trezza. Molti studi permettono di assimilare il ciclope Polifemo ad un vulcano dall'unico cratere tondeggiante, l'Etna: del resto, come il vulcano, Polifemo sprofonda nel sonno dopo un'eruzione e nei suoi terribili risvegli erutta e scaglia lontano massi e rocce.

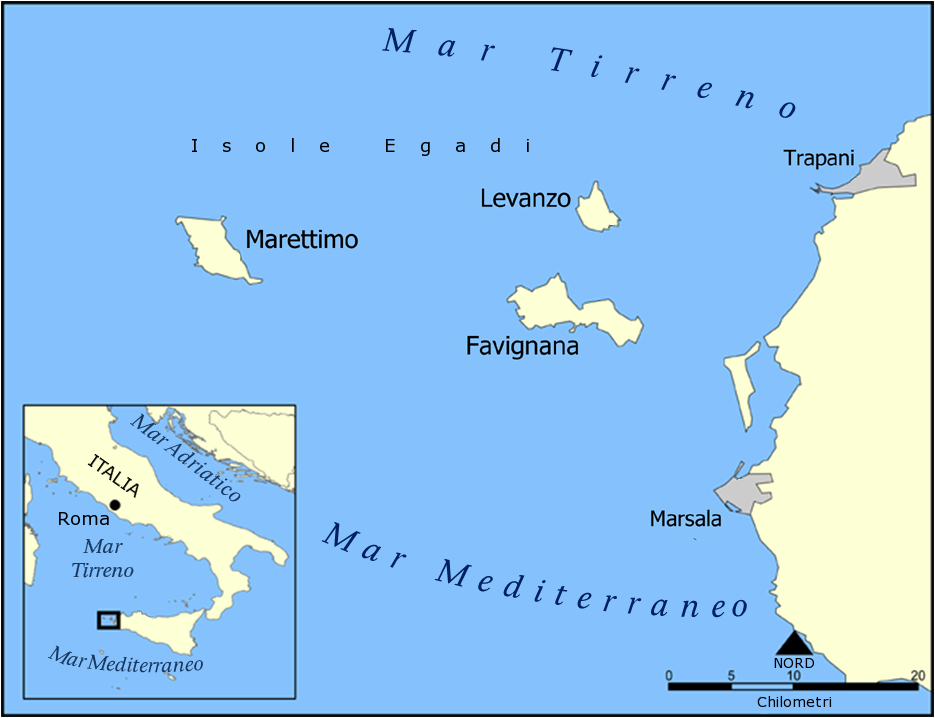
L'arcipelago delle Isole Egadi.

A sua volta Victor Berard, basandosi su una breve indicazione di Tucidide, situa la terra dei Ciclopi lievemente a nord di Napoli, laddove si trova l'isola di Nisida e, fra le scogliere di Posillipo, molte grotte servirono come abitazioni rupestri sino al ventesimo secolo. Una di queste grotte, particolarmente grande, erroneamente chiamata Grotta di Seiano, potrebbe essere, secondo l'ellenista, la grotta di Polifemo.
Infine, fra le varie ipotesi, Ernie Bradford opta per l'arcipelago delle Egadi, composto da Marettimo, Favignana e Levanzo; su quest'ultima isola si trova la Grotta dei Genovesi, abitata sin dal Paleolitico e dal Neolitico. L'isola montagnosa di Marettimo in particolare, costellata di grotte, ha un aspetto piuttosto impressionante. Dinnanzi, sulla costa della Sicilia, le rovine dell'antica città di Erice attestano peraltro una presenza greca molto antica.
Nessuna di queste tre differenti ipotesi si è tuttora affermata definitivamente. Vi sono però dei dati certi: dei navigatori Greci provenienti da Eubea, Calcide ed Aulide in Beozia dall'VIII secolo a.C. promuovono spedizioni coloniali verso le terre d'Occidente ed arricchiscono il mito arcaico tramite le proprie effettive esperienze marittime; nel suo racconto, l'autore dell'Odissea arricchisce questa materia tramite una forma epica. Nella vicenda di Ulisse in quanto navigatore e del ciclope Polifemo in quanto luogo e popolazione locale si ritrova dunque una rappresentazione del mondo Mediterraneo e dei suoi confini, limiti e rischi, quali i Greci conoscevano nei secoli VII secolo a.C. e VI secolo a.C.

## Influenza culturale
- A Polifemo è intitolato il cratere Polifemo su Teti.[11]

### Libri e fumetti
- Il ciclope compare ne Il mare dei mostri, secondo libro della saga Percy Jackson e gli dei dell'Olimpo di Rick Riordan, del quale è l'antagonista principale, avendo catturato il satiro Grover, migliore amico del protagonista Percy. Ancora cecato dagli eventi dell'Odissea, Grover ne approfitta per fingersi una ciclopessa in cerca di sposo e usa il trucco della tela di Penelope per rimandare le nozze, sperando che Percy venga a salvarlo. Percy, Annabeth e Tyson così fanno, mentre Clarisse parte alla volta della sua isola per la sua impresa per recuperare il Vello d'oro, che il ciclope usa come esca per i satiri da divorare. Con un po' di fortuna, gli eroi riescono nella sua impresa, grazie anche ad un semplice trucco: Annabeth "bussa" alla caverna del ciclope e quando questi domanda chi sia, essa risponde "Nessuno", mandando il mostro su tutte le furie.
- Il ciclope riappare anche nel libro Il mio nome è Nessuno - Il ritorno, versione romanzata della biografia di Odisseo, dove non ha alcuna differenza dall'opera originale. L'ira causata però da Poseidone diventa poi il fulcro de L'oracolo, il capitolo finale della trilogia, in cui Odisseo ancora cerca di placare Poseidone con il sacrificio illustrato da Tiresia, sopravvivendo fino ai giorni nostri.
- Ne la Topodissea, Gambadilegno prende il ruolo del ciclope sotto il nome di Gambadifemo, incaricato da Rocerione (Rockerduck nel ruolo di Poseidone) di sottrarre il resoconto di Topodisseo (Topolino nel ruolo di Odisseo). Rappresentato come un gigante con un occhio bendato, Gambadifemo è ingannato da Topodisseo che lo fa inciampare contro la roccia che blocca l'ingresso e, furente, dichiara che maledirà "qualcuno" (il nome che il topo gli ha riferito).

### Film
- Nel film del 1954 Ulisse, Poseidone è adirato con i greci per la distruzione di Troia e quando Polifemo rivela chi sia suo padre, i marinai lo colgono come una punizione del dio. Ulisse lo convince a risparmiarli con il vino e, mentre il ciclope si assenta a raccogliere l'uva, Ulisse ricava la lancia dalla clava del mostro. Dopo che si addormenta, Ulisse lo acceca e poi lo indirizza contro il masso per aprire la grotta dalla quale i marinai scappano. Oltre alla riduzione temporale della scena e delle vittime del mostro (cambiamenti molto usuali negli adattami dell'opera), Ulisse non fa ricorso al trucco del falso nome.
- In Hercules, imprigionato con i Titani vi è un ciclope che è incaricato di percuotere Ercole mentre questi è privo della sua forza. In riferimento a Polifemo, l'eroe riesce a gettare una torcia contro l'occhio del mostro, accecandolo e facendolo cadere giù da una scarpata.
- In Fratello, dove sei?, il guercio venditore di bibbie Big Dan Teague è il correlativo di Polifemo e anche un riferimento al titolo di Gran Ciclope della cerchia del KKK. Dan si avvicina ai protagonisti e, dopo averli malmenati e ucciso una ranocchia che credono essere il suo amico trasformato, li deruba. Più tardi, Dan riappare durante la cerimonia del Klan, dove i protagonisti salvano un loro amico di colore e, nella fuga, prima l'asta della bandiera del Klan vola verso l'occhio di Dan, ma questi la prende al volo, ma poi viene travolto e ucciso dalla grossa croce in fiamme.
- In Percy Jackson e gli dei dell'Olimpo - Il mare dei mostri, Polifemo mantiene la semi-cecità del libro, ma come base ha l'isola di Circe che aveva trasformato in Luna Park, inoltre non è lui a rapire Grover, è Luke, che lo manda poi in avanscoperta per ritrovare il vello, salvandosi con il trucco della ciclopessa.
- In Troy: The Odyssey, il ciclope è un anonimo mostro, da cui Ulisse sfugge spingendolo a bere il vino, spacciandolo per ambrosia, così che possa a suo modo considerarsi pari se non superiore agli dei.

### Serie
- Nell'Odissea di Franco Rossi, l'atto di Polifemo è fedelmente adattato. Nonostante poi Rossi adatterà anche l'Eneide, il ciclope non riappare ne viene direttamente menzionato da Achemenide: nella sua scena di introduzione, Achemenide è incontrato, parla genericamente dei guai passati, ed è accolto nella flotta troiana.
- In Ulysse 31, adattamento fantascientifico dell'opera, Polifemo è un robot creato da alieni noti come Dèi che rapisce Telemaco per sfruttare la sua forza vitale, ma Ulisse riesce a distruggerlo. Per vendetta, gli Dei gli sabotano il computer di bordo per farlo errare nello spazio a lungo.
- Ne L'Odissea del 1997, l'incontro con Polifemo segue gli stessi eventi principali, ma modulati diversamente. Ulisse riesce a intrattenere un educato dialogo con il ciclope sull'ospitalità, è la sua fame per carne umana che lo spinge a trattarlo come una minaccia. Con la scusa di tenerlo vivo per trasmettergli il sapere del mondo esterno, Ulisse lo ubriaca e gli dice di chiamarsi Nessuno. In questa versione inoltre, Nettuno non ha rancore con Ulisse per l'accecamento, ma sin da Troia lo sta stremando psicologicamente e fisicamente affinché non riconoscerà che l'uomo deve sempre rispettare agli dei che lo proteggono, cosa che lui non fece quando si vantò di essere stato l'unico responsabile della caduta di Troia.
- In Tre gemelle e una strega, Polifemo è incontrato su un'isolotto sperduto, rappresentato con un fascio di luce rossa che parte dal suo occhio. Intrappola Ulisse e le gemelle nella grotta per mangiarli. Approfittando del buio, le gemelle lo aiutano con il contorno e lo ingannano ad annusare fortemente il pepe, facendolo starnutire all'impazzata da fargli aprire l'entrata della grotta.
- In Martin Matin, quando si risveglia travestito da marinaio greco, Martin si ritrova ad affrontare le peripezie di Ulisse, tra cui essere prigioniero di Polifemo, da cui scappa dipingendo di nero la lente del suo occhiale.
- In 'Sto Classico, Gabri Gabra interpreta Polifemo, un ciclope e ciclista della Sardegna. Ulisse, intenzionato a godere delle feste del luogo, si sofferma alla sua caverna. Polifemo gli spiega però che la sua guida è datata, ma che possono fare un buffet in onore dei vecchi tempi. I marinai iniziano però a preoccuparsi quando Polifemo pian piano divora nella foga anche i marinai, convincendo il capitano ad alzare i tacchi o lui potrebbe essere il prossimo, ma il ciclope continua a cercare di farli restare, complimentandosi con Ulisse che dice solo "che è un nessuno", nome che il ciclope prende per vero quando poi, rimettendosi la lente a contatto usata come contenitore di tabasco, gli da la colpa dell'accecamento. Ulisse poi lo canzona mentre va via, scoprendo però con orrore di suo padre.
- Nel cartone Ulisse. Il mio nome è Nessuno, Poseidone (adirato per la distruzione di Troia) usa una tempesta per indirizzare la nave di Ulisse da Polifemo. Il resto procede fedelmente all'opera, meno per lo scorrere del tempo e del fatto che Ulisse (rappresentato più positivamente) non si fa prendere dall'hubris e non gli dice dice il suo vero nome. Poseidone però sfrutta l'episodio per giustificare la sua ira vendicativa contro Ulisse, e sebbene Atena controbatte ogni suo ragionamento, Zeus da ordine ad entrambi di lasciare al Fato le sorti del destino di Ulisse, ma Poseidone insisterà per "dare una mano al Fato".
- In Animaniacs, il ciclope è usato come ultimo mostro che i divini fratelli Warner usano per torturare l'arrogante Odisseo. Pedante, logorroico e arrogante, il ciclope è una caricatura di Donald Trump, il ciclope riesce finalmente a umiliare il sovrano e i Warner lo rimandano a casa. Quando poi chiedono se possono fare lo stesso con il ciclope, Dot spiega che non possono perché gli dei romani lo hanno reso un semidio (demigod) "o era un demagogo?" (demagogue).
- In Kaos, il guercio e alto oste del pub "La Caverna", si chiama come il ciclope di Omero, soprannominato "Poly".

### Altro
- I capitoli di Polifemo sono il fulcro dell'Atto The Cyclops Saga di Epic: The Musical, i cui brani sono Polyphemus, Survive, Remember Them e My Goodbye. Polifemo e i ciclopi vivono nella stessa isola dei Lotofagi, i quali indirizzano i greci nella grotta del mostro. A differenza del mito originale, Polifemo si infuria che Odisseo gli abbia ucciso la sua pecora preferita, minacciando così di mangiarli, ma il re tenta di risolvere offrendo del vino come pegno di scuse, ma ancora diffidente dice di chiamarsi Nessuno. Diffidenza fondata, in quanto Polifemo dichiara che lo ucciderà per ultimo. Di principio i greci riescono a resistere e quasi sopprimere il nemico, finché questi non tira fuori una clava e li decima, uccidendo Polite per primo. Il vino (avvelenato con dei fiori di loto) prende effetto e il ciclope crolla sull'uscio della grotta, bloccandolo. Dopo averlo accecato e fatto sembrare pazzo ai fratelli, Odisseo e i suoi uomini tagliano la corda. Atena insiste che Odisseo finisca l'opera, ma egli decide di essere magnanimo, ma prima di eclissarsi fa l'errore di rivelare il suo vero nome. Per aver ignorato il suo avvertimento, Atena abbandonerà il suo protetto, dopodiché Poseidone si mostrerà a lui e lo farà soffrire durante il viaggio. Questa avventatezza nel lasciare Polifemo vivo, diventerà per Odisseo una lezione che sfrutterà adeguatamente contro le Sirene e i Proci.